# Die Jungfrau von Orléans (Tschaikowski)
Die Jungfrau von Orléans oder Das Mädchen von Orléans (Russisch: Орлеанская дева, Orleanskaja dewa, oft auch „Orleanskaja deva“ geschrieben) ist eine Oper in vier Akten und sechs Bildern mit Musik und Libretto von Pjotr Tschaikowski. Sie wurde am 25. Februar 1881 im Mariinski-Theater in Sankt Petersburg uraufgeführt.

## Handlung
Die Handlung spielt in Frankreich während des Hundertjährigen Krieges mit England 1429–1431.

### Erster Akt
Ländliche Gegend; auf einer Seite eine Kapelle mit Marienbild, auf der anderen eine Eiche am Flussufer
Auf dem Platz vor der Kirche schmücken Mädchen eine Eiche und singen Lieder. Der bäuerliche Tibo d’Ark ärgert sich über ihre Leichtfertigkeit zu einer für das Vaterland so schrecklichen Zeit. Er sorgt sich um das Schicksal seiner siebzehnjährigen Tochter Ioanna und wünscht, dass sie Raimond heiratet, um sie vor Gefahren geschützt zu wissen. Ioanna fühlt sich jedoch zu Anderem berufen. Ein Alarm ertönt, der den Fall von Paris und die Belagerung von Orléans ankündigt. In Panik beten die Bürger um Rettung. Aufgrund einer göttlichen Inspiration sagt Ioanna den baldigen Sieg voraus. Das Mädchen verabschiedet sich von ihrem Geburtsort. Sie vernimmt die Stimmen von Engeln, die ihre heroischen Bemühungen segnen.

### Zweiter Akt
Das Schloss von Chinon
Im Château de Chinon wird der König unterhalten. Er vernachlässigt seine Pflicht mit seiner geliebten Agnessa. Auftritte von Minnesängern, Pagen, Zigeunern und Clowns folgen aufeinander. Der König ist von Untätigkeit gelähmt. Weder der Auftritt des in der Schlacht tödlich verletzten Ritters Lore, noch der Abgang des tapferen Ritters Djunua, der es vorzieht, ehrenvoll zu kämpfen („Es tut mir leid! Wir haben keinen Monarchen, ich bin nicht mehr Euer Diener“), kann seinen Entschluss zur Flucht beeinflussen. Plötzlich erscheint der Erzbischof; Höflinge und Leute erzählen dem König von der Niederlage der Briten, dem französischen Sieg und dem „glorreichen Mädchen“, das die Soldaten inspirierte. Ioanna erzählt dem erstaunten Publikum von der Vision, in der ihr befohlen wurde, den Kampf anzuführen. Ein Keuschheitsgelübde war Voraussetzung für den Sieg. Auf Befehl des Königs erhält Ioanna Befehlsgewalt über das Heer.

### Dritter Akt
Schlachtfeld bei Reims mit dem in Flammen stehenden Lager der Engländer
Tief im Wald kämpft Ioanna mit dem burgundischen Ritter Lionel. Er wird getroffen, und das Visier seines Helms fällt herab. Da sie von seinem schönen jungen Gesicht gefesselt ist, bringt sie es nicht über sich, ihn zu töten. Lionel ist beeindruckt von Ioannas Großmut: „Es wird erzählt, dass Sie keine Feinde verschonen; warum zeigen Sie Erbarmen für mich allein?“ Sie ist schockiert über ihre erwachten Gefühle und erinnert sich an ihr Gelübde. Lionel entscheidet sich für die Seite der Franzosen und bietet Djunua sein Schwert an. Im Herzen des vormaligen Feindes erwächst Liebe zu Ioanna.
Vor der Kathedrale von Reims
Die Nation feiert den König und Ioanna als Sieger. Ihr Vater glaubt jedoch, dass alle Taten seiner Tochter die Arbeit des Teufels sind. Er beschließt, ihre Seele zu retten, selbst wenn es sie das Leben kosten sollte. Als der König sie zum „Retter des Vaterlandes“ erklärt und den Bau eines Altars anordnet, beschuldigt sie ihr Vater, mit Satan zu paktieren. Er fordert sie auf, ihre Unschuld öffentlich zu beweisen: „Glaubst Du Dich heilig und rein?“ Ioanna antwortet nicht. Sie leidet unter ihrer Liebe zu Lionel. Djunua versucht, die Heldin zu schützen. Von einem Donnerschlag verängstigt, den sie als Himmelsurteil betrachten, sagen sich die Bürger von ihr los. Lionel versucht, sie zu beschützen, doch Ioanna schickt ihn fort.

### Vierter Akt
Wald
Ioanna ist allein, verlassen in abgelegenen Wäldern. „Wie kann ich es wagen, einem Sterblichen die dem Schöpfer versprochene Seele zu geben?“ Doch als Lionel sie findet, tritt sie ihm freudig entgegen. Der glückliche Moment wird unterbrochen, als englische Soldaten eintreffen, Lionel töten und Ioanna gefangen nehmen.
Öffentlicher Platz von Rouen
Auf dem Platz wird ein Scheiterhaufen errichtet. Ioanna soll hingerichtet werden. Die Bürger auf dem Platz sympathisieren mit der Heldin, und es bestehen Zweifel an der Rechtmäßigkeit der bevorstehenden Hinrichtung. Aber Ioanna ist an einen Pfahl gebunden, ein Feuer wird entfacht. Ioanna hält ein Kreuz und ruft zu Gott, demütig bereit zu sterben. Sie hört die Stimmen von Engeln, die Vergebung verheißen.

## Gestaltung
Zu den bekanntesten Teilen der Oper zählen die Arie von Ioanna im ersten Akt und die Tänze im zweiten Akt.

### Orchester
Die Orchesterbesetzung der Oper enthält die folgenden Instrumente:
- Holzbläser: drei Flöten (3. auch Piccolo), zwei Oboen, Englischhorn, zwei Klarinetten, zwei Fagotte
- Blechbläser: vier Hörner, zwei Pistons, zwei Trompeten, drei Posaunen, Tuba
- Pauken, Schlagzeug: große Trommel, Becken, kleine Trommel, Tamburin, Tamtam, Triangel, Glocke
- Harfe
- Orgel
- Streicher
- Bühnenmusik hinter der Szene: drei Trompeten, Banda (zwei Kornette, zwei Althörner, drei Tenorhörner, Basshorn, Basstuba)

### Musiknummern
Die Original-Partitur Tschaikowskis enthält 23 Musiknummern.
Erster Akt
- Introduktion
- Nr. 1. Chor der Jungfrauen (Moderato): „Пока на небе не погас“ – „Poka na nebe ne pogas“
- Nr. 2. Szene (Moderato): „Не по душе мне песни ваши, игры“ – „Ne po dusche mne pesni waschi, igry“
  - Terzett (Andante): „Пусть по-прежнему свободно“ – „Pust po-preschnemu swobodno“
- Nr. 3. Szene (Moderato): „Ответь же, Иоанна“ – „Otwet sche, Ioanna“
- Nr. 4. Chor der Bauern (Allegro vivo): „Вдали пожар“
  - Szene (Moderato assai): „Боже! Помилуй короля и наш народ!“ – „Bosche! Pomilui korolja i nasch narod!“
- Nr. 5. Szene (Moderato assai): „О братья и друзья“ – „O bratja i drusja“
- Nr. 6. Hymne (Moderato assai quasi Andantino): „Царь вышних сил“ – „Zar wyschnich sil“
- Nr. 7. Ioannas Arie (Moderato assai – Andantino. Alla breva): „Да, час настал!“ – „Da, tschas nastal!“
- Nr. 8. Finale (Allegro moderato): „Но силы будут ли“ – „No sily budut li“
  - Chor der Engel (Moderato – Allegro moderato e maestoso): „Надеть должна ты латы боевые“ – „Nadet dolschna ty laty bojewyje“

Zweiter Akt
- Nr. 9. Entr’acte (Allegro molto vivace – Tre battute)
- Nr. 10. Chor der Minnesänger (Moderato): „Бегут года и дни бессменной чередою“ – „Begut goda i dni bessmennoi tscheredoju“
- Nr. 11a. Zigeunertanz (Allegro vivace)
- Nr. 11b. Tanz der Pagen und Zwerge (Allegro moderato)
- Nr. 11c. Tanz der Gaukler und Herumtreiber (Allegro molto)
- Nr. 12. Szene (Moderato): „Доволен вами я!“ – „Dowolen wami ja!“
  - Duett (Andante): „О, молю, поспешай: враг под Орлеаном“ – „O, molju, pospeschai: wrag pod Orleanom“
- Nr. 13. Agnes’ Arioso (Andante): „Ужасная свершается судьба“ – „Uschasnaja swerschajetsja sudba“
  - Duettino (Lento con anima): „Ах, с тобой и бедствия“ – „Ach, s toboi i bedstwija“
- Nr. 14. Szene (Allegro moderato): „Да здравствует“ – „Da sdrawstwujet“
  - Erzählung des Erzbischofs (Allegro moderato): „Государь, за нас всевышний“ – „Gossudar, sa nas wsewyschni“
- Nr. 15. Ioannas Erzählung (Moderato assai quasi Andante – Moderato e semplice): „Ты ль, дивная?“ – „Ty l, diwnaja?“
- Nr. 16. Finale (Moderato assai maestoso quasi Andante): „Должно молчать перед глаголом неба“ – „Dolschno moltschat pered glagolom neba“

Dritter Akt, erstes Bild
- Nr. 17. Szene (Allegro vivo): „Стой, стой, ты погиб!“ – „Stoi, stoi, ty pogib!“
  - Duett (Allegro moderato): „О Боже мой, зачем“ – „O Bosche moi, satschem“

Dritter Akt, zweites Bild
- Nr. 18 Marsch (Allegro moderato)
- Nr. 19. Szene (Andante ma non troppo): „Воротимся, мой добрый Арк“ – „Worotimsja, moi dobry Ark“
  - Duettino (Molto meno mosso): „О, не губи, молю тебя“ – „O, ne gubi, molju tebja“
- Nr. 20. Finale (Moderato – Allegro vivo): „Тебя, зиждителя, творца“ – „Tebja, sischditelja, tworza“

Vierter Akt, erstes Bild
- Nr. 21. Introduktion (Andante non troppo quasi Moderato)
  - Szene (Andante non troppo quasi Moderato): „Как! Мне, мне любовию пылать?“ – „Kak! Mne, mne ljubowiju pylat?“
- Nr. 22. Duett (Andantino): „О, чудный, сладкий сон!“ – „O, tschudnyj, sladki son!“
  - Szene (Moderato – Allegro vivace): „Мне небо истину вещало“ – „Mne nebo istinu weschtschalo“

Vierter Akt, zweites Bild
- Nr. 23. Finalszene (Moderato assai. Tempo di Marcia funebre): „Ведут! Ведут! Уж видно чародейку!“ – „Wedut! Wedut! Usch widno tscharodeiku!“

## Werkgeschichte
Die Handlung stützt sich auf das Leben von Jeanne d’Arc. Die Quellen, nach denen der Komponist das Libretto verfasste, waren das Drama von Friedrich Schiller, Die Jungfrau von Orleans von Jules Barbier, das Libretto der Oper Jeanne d'Arc von Auguste Mermet und die Biographie der Heiligen von Henri Wallon.